# Riodina
Riodina es un género de mariposas de la familia Riodinidae.

## Descripción
Especie tipo Papilio lysippus Linnaeus, 1758.

## Diversidad
Especies reconocidas en el género, todas ellas tienen distribución neotropical.
- Riodina lycisca (Hewitson, [1853])
- Riodina lysippoides Berg, 1882
- Riodina lysippus (Linnaeus, 1758)